# Bardstown
Bardstown é uma cidade localizada no estado americano de Kentucky, no Condado de Nelson.

## Demografia
Segundo o censo americano de 2010, a sua população era de 11600 habitantes. 
Em 2006, fora estimada uma população de 11.128, um aumento de 754 (7.3%) face a 2000.

## Geografia
De acordo com o United States Census Bureau tem uma área de 
18,7 km², dos quais 18,6 km² cobertos por terra e 0,1 km² cobertos por água. Bardstown localiza-se a aproximadamente 209 m acima do nível do mar.

## Localidades na vizinhança
O diagrama seguinte representa as localidades num raio de 24 km ao redor de Bardstown. 